# Иван Пеев (революционер)
Вижте пояснителната страница за други личности с името Иван Пеев.
Иван Иванов Пеев – Пееолу с прякори Плюшко и Узун Иван (дългият Иван) е български хайдутин, четник в четата на Хаджи Димитър и Стефан Караджа.
Узун Иван е от Казанлък, роден през 1841 г. Като емигрант във Влашко живее с хъшовете. При сформирането на четите на Хаджи Димитър и Стефан Караджа се включва при Караджата и става дори байрактар (знаменосец). Отличава се с храбростта си, но е заловен близо до Севлиево в местността Кечидере и впоследствие е заточен в Сен Жан Д'Акр, където и почива през 1869.
Иван Пейов е смятан за една от най-колоритните личности в дружината поради високият си ръст. Дядо му Пейо Терзи и баща му са по професия терзии (шивачи), преселници от село Шипка и някъде от Северна България. Още от млада възраст дружал с буйни младежи, с които създавал дертове (проблеми) на местната турска власт. Около 1864 г., на долния етаж на Новенското училище бил намерен убит турчин. Издирванията са насочени към тази група от неколцина младежи, чийто главатар бил Иван Пеев.
Узун Иван е в групата на 14-те хайдути, отправили се към Агликина поляна, но губи връзка с главната чета. Тази група влиза в битка с една потеря и поради недостатъчната си численост не успява да я победи. Четниците са заловени.